# Víctor Manuel Vucetich
Víctor Manuel Vucetich Rojas (Tampico, Tamaulipas, 25 de junio de 1955) es un exfutbolista y exentrenador mexicano. Jugaba como Mediocampista. Anunció su retiro como director técnico el 21 de julio de 2025 logro 3 Participaciones en el Mundial de Clubes con el C.F. Monterrey.
Dirigió a quince equipos en el fútbol mexicano, logrando 5 campeonatos de Liga, 3 Copas México, 3 campeonatos de la Concacaf Liga de Campeones, 1 Interliga y dos campeonatos de Segunda División.

## Biografía
Vucetich nació en la ciudad de Tampico (Tamaulipas), en donde se instaló su padre con su familia, el exfutbolista José Antonio "El Diablo" Vucetich, al casi finalizar su carrera en el club local de esa ciudad, el Tampico, los Jaibos. Tiene tres hermanos: Nancy, Antonio y Miguel. Es padre de Diana Vucetich, conductora de Primero Noticias.

## Trayectoria como jugador
A la edad de quince años, se trasladó a la Ciudad de México, donde se matriculó en la academia juvenil del Club Universidad Nacional. Originalmente jugó como delantero, modificando con el tiempo su posición a interior y posteriormente a volante defensivo.
Continuó su carrera en el Club América, donde pasó cuatro temporadas en las reservas, al lado de futuras estrellas del fútbol mexicano, como Cristóbal Ortega, Alfredo y Luis Fernando Tena, Pedro Soto, Vinicio Bravo y Javier Aguirre. No logra establecerse en el primer equipo, por lo que es enviado a segunda división con el C. D. Cuautla. Comenzó su carrera profesional con el Atlante.
El debut de Vucetich en Primera División fue a cargo del entrenador Ernesto Cisneros, el 6 de septiembre de 1978 en un partido contra Unión de Curtidores que terminó en un empate de 2-2. Inmediatamente se convirtió un inicial regular de los Potros de Hierro, donde permaneció dos años. A mediados de 1981 fue transferido al Oaxtepec, los Halcones de la Segunda División consiguiendo en la temporada 1981/1982 el ascenso a la Primera División dirigidos por Edelmiro "El Picao" Arnauda. Con este equipo lograría su único gol en Primera División el 23 de febrero de 1983 en el empate a un gol contra los Camoteros del Puebla. En total jugó 108 partidos de Liga, sin gran éxito. Terminó su carrera como jugador a la edad de 28 años, en parte forzado tras una cirugía por apendicitis.

## Trayectoria como entrenador
Inició su carrera como director técnico en la segunda división con el conjunto del Potros Neza, filial de Atlante, logrando en la temporada 1988/89 ascender a los potros al máximo circuito. En este equipo dirigió a gran parte del plantel que conseguiría el título de liga para los Potros, como Roberto Andrade, Guillermo Cantú y Luis Miguel Salvador, entre otros. Tras el ascenso la directiva Atlantista vendió la franquicia del equipo sin renovar a Vucetich, quien regresó a la Segunda División con los Esmeraldas de León, recientemente descendido, logrando en la temporada 1989/90, repetir el éxito que le permitió ascender a los leoneses a Primera División.
Dirigió su primer partido en Primera División el 29 de septiembre de 1990, en un partido del Club León contra la Pandilla de Monterrey, que terminó 2-1 en favor de los regios. En su primera temporada en la liga obtuvo buenos resultados, pero ya el próximo torneo, 1991/1992, a la edad de 37 años, consiguió su primer campeonato de liga cuando. León derrotó en la prórroga al Puebla FC dirigido por Manuel Lapuente por marcador global de 2:0. La figura central del equipo había hecho un nuevo equipo de adquisición, el brasileño Milton Queiroz da Pixao "Tita",  quien fue el máximo goleador del equipo con dieciocho tantos y ahora es considerado uno de los máximas leyendas de la historia del club. La temporada siguiente Vucetich llevó a su equipo a las semifinales de la liguilla donde fue eliminado por el que a la postre sería campeón, Atlante, decidiendo abandonar el club después de cuatro años.

### Club León
1989-1993
Debutó como entrenador ya en la primera división el 29 de septiembre de 1990 dirigiendo al Club León en el partido contra el Monterrey que terminó empatado a cero goles en la temporada 1990-1991. Tuvo una campaña regular ganando 16 juegos, empatado 10 y perdiendo 12 mas no logró calificar a la Liguilla.
Para el siguiente torneo, el León contrató refuerzos importantes como Zé Roberto, José Roberto Muñiz, Roberto Carlos Segoviano y se integraron jugadores de fuerzas básicas como Adrián Martínez, Alejandro Murillo y Ricardo Rayas. Con estos jugadores, el equipo de Vucetich logró coronarse campeón, obteniendo así su primer título como entrenador. En la temporada 1992-1993, el equipo contrató a Isaac Ayipei, siendo el ghanés uno de los primeros jugadores africanos en participar en el fútbol azteca. En ese torneo logró llegar a semifinales, perdiendo con el Atlante 4-2 en el marcador global.
1999
Para el Verano 1999, el León contrató de nuevo a Víctor Manuel buscando repetir las glorias de años anteriores. Sin embargo, el equipo tuvo una mala campaña cosechando solo 16 puntos y la directiva del equipo le cesó al final del torneo.

### Tecos de la UAG
1993-1995
El Club de los Tecos de la UAG contrató a Vucetich como su entrenador para la Temporada 1993-1994 en un equipo que contó con jugadores como Alan Cruz, Carlos Briones Guerrero, José Luis Salgado, Mauricio Gallaga, Porfirio Jiménez, Jorge Gabrich, Claudio Morena y Osmar Donizete. Logrando el único campeonato para los Tecos, enfrentando en una final sufrida al Santos, el equipo lagunero ganó el partido de ida por marcador de 1-0, pero en el partido de vuelta, Tecos remontó el marcador global, ganando al son de 2-0.
La Temporada 1994-1995 no brindó los mismos resultados que la temporada anterior, habiendo llegado solo al repechaje enfrentando al Monterrey. Perdió el partido de ida en el Estadio Tecnológico por 2-0, pero remontó el marcador en el partido de vuelta para empatar 2-2 en el global y pasar por mejor ubicación en la tabla general del torneo regular. Sin embargo, en cuartos de final perdió ante Necaxa por 4-1 en el global. Aun teniendo una mala campaña con Tecos, Víctor Manuel llegó a dirigir a los Tigres de la UANL que estaban en peligro de descender a Segunda División.
1997-1998
En el Invierno 1997, Víctor Manuel regresó a los Tecos, pero solo logró sumar 16 puntos en una de sus peores campañas. La directiva fue paciente con Vucetich, quien continuó al frente del equipo en el Verano 1998, calificándolo al Repechaje contra el Puebla. Perdió el partido de ida con marcador de 2-1, pero ganó el partido de vuelta en el Estadio Tres de Marzo con un contundente 4-1. En cuartos de final, Tecos ganó el partido de ida por marcador de 2-1 frente al equipo de los Zorros de Atlas, pero en la vuelta, Atlas ganó 4-2 eliminando así a los de Zapopan. Luego en el Invierno 1998, Vucetich sería cesado después de perder sus primeros dos partidos ante el Morelia 2-1 como visitante y 1-4 en casa ante el América y empatar 0-0 ante Toros Neza.

### Tigres de la UANL
1995-1996
Con Tigres logró alcanzar el repechaje.  Ahí enfrentó en el partido de ida a su antiguo equipo, el León, en el Estadio Universitario ganando los Tigres por marcador de 4-1.  El partido de vuelta lo ganó el León al son de 3-1, pero el global quedó 5-4 permitiendo pasar a los Tigres llegar a la Liguilla.  Sin embargo, fueron eliminados por el equipo de Necaxa con un marcador global 2-1, y aunque lograron entrar a la liguilla, Vucetich no pudo impedir que el equipo felino terminó descendiendo de categoría, pero al menos logró darle otro título al estado de Nuevo León, con el Título de campeón de la Copa México 1995-1996 con los Tigres de la UANL, siendo este el 4.º Título en las vitrinas de los universitarios a 22 años de existencia del club en la Primera División.
1999-2000
En el Invierno 1999, Vucetich regresó a Tigres de la UANL debutando en la jornada 6 en sustitución de Miguel Mejía Barón. Perdió su primer partido 2-1 con el equipo de los Diablos Rojos del Toluca, pero ganó el siguiente partido, el Clásico, ante los Rayados del Monterrey en el Estadio Universitario al son de 2-0. Terminó la campaña con 22 puntos (5 puntos de Miguel Mejía Barón), pero sin lograr entrar a la Liguilla. Vucetich continuó al frente de Tigres en el Verano 2000. Llevó al equipo al umbral de la calificación, pero se esfumó la posibilidad en el último partido de la temporada regular frente al Toros Neza (ya condenado a jugar la siguiente temporada en la Primera A). Tigres llevaba una cómoda ventaja de 3-0 en el Volcán, pero el Toros Neza empató 3-3 mostrando un gran empuje en su último partido en Primera División.

### Cruz Azul
Para el torneo de Invierno 1996, fue contratado por el Club Deportivo Cruz Azul, logrando hacer solo 20 puntos y ser descartados para la Liguilla. En el Verano 1997, llegaron al plantel el uruguayo José Herrera y el peruano Percy Olivares, pero Vucetich dirigió al equipo solo hasta la Jornada 9 tras haber conseguido únicamente 3 triunfos, un empate y 5 derrotas siendo despedido. Con Cruz Azul logró el campeonato de Copa México 1996-1997 el cual representó el segundo título de Copa para la institución cementera y también el segundo en su cuenta personal los cuales logró de manera consecutiva con Tigres y Cruz Azul.

### Reboceros de La Piedad
En el Invierno 2001, Vucetich fue contratado para dirigir al equipo de Reboceros de La Piedad pero terminó en penúltimo lugar, con 19 puntos y con grave peligro de descenso. Sin embargo, el torneo de Verano 2002 fue no menos que espectacular. Con los refuerzos Almir De Souza y Osvaldo Cohener y jugadores como Claudio Da Silva "Claudinho", Francisco "Kikín" Fonseca, Ricardo Cadena, Omar Monjaraz, Christian Patiño y Rafael Medina, el Gallo, el equipo terminó súper líder en el torneo regular con 37 puntos. El resultado más espectacular que se tuvo en esa campaña fue la goleada a domicilio en el Estadio Azul de los Cementeros de Cruz Azul, 5 goles a uno. Lastimosamente, fueron eliminados por las Águilas del América en cuartos de final con marcador global de 6-2 (3-1 en ida y vuelta). Víctor Manuel dejó de ser Director Técnico del equipo cuando la franquicia fue vendida y transformada en Gallos Blancos de Querétaro.

### Club Puebla
En el Apertura 2002, Vucetich ocupó la dirección técnica del Puebla en la Jornada 9 en sustitución de Gustavo Vargas, torneo en el cual no llegó a la Liguilla pero la directiva extendió su contrato. Para el Clausura 2003, los resultados no se dieron y en la Jornada 8 fue cesado del equipo.

### Club de Fútbol Pachuca
Vucetich fue contratado para dirigir el equipo de Pachuca en el Apertura 2003 realizando una excelente campaña. Con jugadores de la talla de Claudio Da Silva, Adolfo Bautista, Gabriel Álvez, Harold Lozano y Marco Garcés volviendo una vez más a ser campeón ganando la final con un marcador global de 3-2 ante su antiguo equipo, los Tigres de la UANL. En el Clausura 2004, llevó al equipo al repechaje, pero fue eliminado por el Cruz Azul con marcador de 4-1, provocando su salida de los tuzos.

### Tiburones Rojos de Veracruz
En el Torneo de Clausura 2005, el Club Tiburones Rojos de Veracruz contrató a Vucetich en la jornada 8 en sustitución de Wilson Graniolatti, terminando el torneo con 14 puntos (4 puntos de Graniolatti) y fue cesado por esa mala campaña. En el Clausura 2006, regresó a la dirección técnica del Veracruz en la jornada 8 en sustitución de Emilio Gallegos, pero otra vez fue cesado por malos resultados. Vucetich permaneció ligado al Club como directivo, dirigiéndose de nuevo en el Apertura 2006. En este torneo solo permaneció como director técnico hasta la jornada 6, ganando 2 juegos, empatando 1 y perdiendo 3.

### Chiapas Fútbol Club
En el Clausura 2007, el Club Jaguares de Chiapas contrató a Vucetich para dirigir al equipo en la jornada 6 en sustitución de Eduardo De la Torre Menchaca. Después de ganar 4 juegos, empatar 3, y perder 5, por lo cual fue cesado en la jornada 7 del Apertura 2007.
Vucetich permaneció en el medio del fútbol como comentarista de Televisa en los partidos de los clubes Monterrey y Tigres.

### Club de Fútbol Monterrey
2009
Al no llegar a un acuerdo con Ricardo La Volpe, el Monterrey le brindó la oportunidad a Vucetich de dirigir al equipo para el torneo Clausura 2009. A pesar de iniciar actividades con el equipo a una semana de empezar el torneo, alcanzó a dirigir y ganar el último partido de pretemporada frente a Gladiadores de San Luis. Víctor Manuel Vucetich tuvo un muy buen inicio de temporada avizorando un torneo en que los Rayados serían protagonistas en los primeros seis juegos, pero al final del torneo tuvo una caída en su desempeño, nada grave porque el equipo calificó en 4° lugar pasando a cuartos de final. Aunque siendo eliminado sorpresivamente por el Puebla.
Incluso en ese torneo logró calificar a los Rayados a la Copa Sudamericana sin embargo no disputará este torneo debido a conflictos entre CONCACAF y CONMEBOL. 
Para el siguiente torneo, con un equipo motivado por el inesperado fallecimiento de Antonio de Nigris, hermano de Aldo de Nigris una semana antes de empezar la liguilla, el equipo consigue el campeonato al vencer en dos excelentes juegos finales al Cruz Azul (4-3 en el Tecnológico y 2-1 en el Azul). Un título más.
2010
A pocas semanas de haber sido campeón, logró coronarse en el torneo Interliga y calificar a la Copa Libertadores de América. 
Durante el torneo Bicentenario 2010, logró el superliderato con un impresionante rendimiento ya que en temporada regular ganó 10 partidos, empató 6 y solamente perdió 1, desafortunadamente en la liguilla sería eliminado en cuartos de final por su exequipo: el Pachuca; de manera sorpresiva.
En la Copa Libertadores de América, a pesar de mostrar un buen fútbol, el equipo quedó eliminado en fase de grupos. 
Después de la Copa Mundial de Fútbol de 2010, era uno de los candidatos para dirigir a la selección de México. Declinó seguir como candidato para dirigir a la selección mexicana de fútbol, anteponiendo como argumento principal "motivos personales".
En el Torneo Apertura 2010 se reincorpora al equipo Humberto Suazo y se integró Ricardo Osorio - ambos provenientes del fútbol europeo - además de los conocidos Osvaldo Martínez, Walter Ayoví, Aldo De Nigris y Neri Cardozo. El equipo comenzó con el pie derecho y se mantuvo 13 fechas consecutivas de manera invicta perdiendo hasta la jornada 14 frente al Cruz Azul; cierra las últimas jornadas con 3 descalabros y una victoria colocándose en el segundo lugar general por debajo del mismo Cruz Azul, y comienza la liguilla enfrentando al Pachuca en cuartos de final, cabe mencionar que un torneo anterior este mismo equipo había eliminado al Monterrey en la misma instancia así que parecía que el destino le ponía la revancha en la mesa, Vucetich aprendió la lección del torneo anterior y cobró venganza deportiva del equipo de los Tuzos con marcador global de 4-4 pero por mejor posición en la tabla de los del norte, estos pasaron a la semifinal, en esta instancia enfrentaron a los Pumas de la UNAM venciéndolos de manera cerrada por marcador global de 2-0. En la final enfrentó a los Guerreros de Santos Laguna, jugando el primer juego en Torreón, donde perdió por el marcador de 3-2, mientras que en el juego de vuelta en el Estadio Tecnológico, una gran actuación del chileno Humberto Suazo contribuyó para la victoria de 3-0 (5-3 global) dándole el cuarto título histórico a los Rayados el 5 de diciembre de 2010.
2011
Gracias al campeonato obtenido en el Apertura 2009, Monterrey ganó su pase para disputar el torneo Concacaf Liga Campeones 2010-2011 donde acabó en la fase de grupos invicto producto de 5 triunfos y un empate. Al reanudarse el torneo en la fase de eliminación directa, el sorteo arrojaba que el Club de Fútbol Monterrey enfrentaría al Deportivo Toluca en cuartos de final donde con sendas victorias por 1-0 en ambos encuentros, el Club de Fútbol Monterrey pasó a las Semifinales donde ahora era turno de enfrentar al Deportivo Cruz Azul que venía de ganar su encuentro ante el Santos Laguna. En el primer duelo celebrado en el Estadio Tecnológico Monterrey dominó al Cruz Azul pero solamente pudieron llevarse una ventaja de 2-1 para la vuelta en el Estadio Azul, encuentro donde Monterrey con muchos apuros y con gracias a un gol de penal del chileno Humberto Suazo al minuto 81, Monterrey igualó 1-1 con el cuadro cementero ganándose un lugar en la Gran Final de la Confederación. El 20 de abril de 2011 se juega la final de ida en el Estadio Tecnológico ante el conjunto del Real Salt Lake estadounidense encuentro que terminó con un marcador de 2-2 gracias a un gol de último minuto del conjunto salado. Con todo los resultados en su contra, la localía y el momento anímico a favor del conjunto estadounidense, el 27 de abril el Club de Fútbol Monterrey se levantó y gracias a la jugada de Sergio Santana y Humberto Suazo anotando el gol del campeonato y así obtener el trofeo de campeón del torneo Concacaf Liga Campeones 2010-2011 ganando Víctor Manuel Vucetich su primer título internacional y el undécimo en su palmarés en igual número de finales jugadas, obtiene su pase a la Copa Mundial de Clubes de la FIFA 2011 a efectuarse en el mes de diciembre en Japón. Aunque en ése mismo 2011 a nivel nacional, los Rayados fueron eliminados en cuartos por el Club Universidad Nacional que a la postre campeonó en ése torneo Clausura 2011 y les hizo pagar revancha de la semifinal anterior. En el siguiente torneo Apertura se conformó con ver desde su prematura eliminación en la fase regular a otro equipo -acérrimo rival de los Rayados- romper una sequía de 29 años sin Liga: Tigres UANL. 
El 11 de diciembre de 2011 empata en su primer partido del Mundial de Clubes. Empezaron ganando los locales Kashiwa Reysol, pero Rayados empató el marcador. Rayados no avanza por perder en penales. Por el equipo de los Rayados fallaron Luis Pérez y Jonathan Orozco, aunque este último siendo el portero, atajó un penal. Posteriormente, el 14 de diciembre de 2011 le ganaron 3-2 al campeón de África Esperance para que Rayados obtuviera el quinto lugar del Mundial de Clubes 2011.
2012
La primera mitad y el final de este año fueron de gran éxito para este entrenador, ya que en el torneo Clausura 2012 a pesar de que el arranque no fue de lo mejor, a mediados del torneo le dio muy buenos resultados al club, ya que goleó a equipos como Querétaro y Estudiantes Tecos. En las últimas 5 jornadas obtuvo 4 triunfos, entre ellos el Clásico Regio, y una derrota, lograron eliminar en cuartos al caballo negro Xolos de Tijuana y frenaron al resurgido Club América, pero en la gran final el Club Santos Laguna les cobro revancha. En ese mismo lapso en la liga de campeones de Concacaf, aunque durante la fase de grupos no les fue como se esperaba, logró ganar este torneo obteniendo el pase nuevamente al Mundial de Clubes de la FIFA 2012. En los cuartos de final vencieron 3-1 al Auckland City de Nueva Zelanda, superando los cuartos de final del año anterior. Después en la semifinal perdieron 3-1 ante el Chelsea inglés, pero en el duelo por el tercer lugar vencieron a Al-Ahly egipcio 2-0 obteniendo el tercer lugar en el Mundial de Clubes 2012, la mejor participación de un equipo mexicano en este torneo.
2013
Este año en la liga no tuvo mucho éxito sin embargo en la CONCACAF LIGA DE CAMPEONES DE 2012-2013 en la fase de grupos ganó todos sus partidos terminando en 1° lugar de la clasificación general en donde venció 3-1 en la ida a Xelajú de Guatemala y en la vuelta empató 1-1 en el Estadio Tecnológico. Después en la semifinal se enfrentó al entonces primer lugar de la MLS con jugadores excelentes como lo eran David Beckham y Landon Donovan era Los Angeles Galaxy a los que vencieron en la ida 2-1 y en la vuelta 1-0. Por último en la final de nuevo frente al Santos Laguna en la ida empató 0-0 en el Estadio TSM Corona y en la vuelta iban perdiendo 2-0, pero en los últimos 30 minutos de juego logró hacer una remontada histórica acabando el juego 4-2 a favor de los regios ganando su 3er torneo internacional, de hecho hasta ahora esa ha sido la última gran alegría del apodado rey Midas para el club de fútbol Monterrey.
Luego del inicio del Apertura 2013, las salidas y entradas de distintos elementos como la partida de Aldo de Nigris y la llegada de Dorlan Pabón, así como la pronta salida de este, los malos resultados en los cuales sumó 3 derrotas, 3 empates y 1 victoria, provocaron su salida de Rayados.

### Selección Mexicana
El 12 de septiembre de 2013 es elegido como entrenador de la Selección mexicana de fútbol en sustitución del interino Luis Fernando Tena, para encarar los últimos dos partidos del Hexagonal Final de la Concacaf rumbo a Brasil 2014 en medio de una de las peores crisis del combinado nacional de los últimos años. Debutó el 11 de octubre con la Selección Mexicana en un partido contra Panamá, con un marcador final de 2-1 a favor de México, gracias a un gol espectacular de Raúl Jiménez. El 15 de octubre dirige su segundo partido al frente de la Selección Mexicana contra la Selección de Costa Rica perdiendo 2-1. Aunque logró el objetivo de conservar la posibilidad de clasificar al Mundial, la situación mediática y futbolística aún era difícil, recibiendo críticas de todo tipo debido al poco convencimiento de su estilo de juego y de los jugadores en el poco tiempo en el que estuvo a cargo del combinado nacional. Dos días después, el 17 de octubre, confirmó su salida como estratega de la Selección Mexicana de Fútbol de forma polémica y arribaría Miguel Herrera a manera de préstamo para el repechaje contra la selección de Nueva Zelanda, siendo sustituido por Miguel Herrera "El Piojo" que finalmente calificó a la Selección Mexicana a la Copa del Mundo de Brasil.

### Querétaro Fútbol Club
El 23 de febrero de 2015 es contratado como director técnico del Querétaro Fútbol Club para el Clausura 2015 en sustitución a Ignacio Ambriz, logrando polémica e inesperadamente un puesto en la final del torneo mexicano, al derrotar al Veracruz en cuartos de final 2-1 en Querétaro y 2-2 en el puerto y posteriormente vencer al cuadro de Club de Fútbol Pachuca en las semifinales. Sucumbieron ante la escuadra del Club Santos Laguna, en una final llena de goles, dado que el equipo Lagunero venció 5-0 en la ida, y tembló con un 3-0 en contra en la vuelta, resultado que no le fue suficiente a Querétaro, coronándose así campeón el Santos con un marcador global de 5-3. Por este resultado dado que fue el subcampeón del fútbol mexicano le valió participar en la Concachampions.
A pesar de que no calificó en el Torneo local, Vuce hizo una Concachampions muy buena donde se incluye una goleada 8-0 al Verdes y así avanzó a los cuartos de final
En el Clausura 2016 Vuce fallaría otra vez en calificar a la Liguilla, pero en la Concachampions eliminaría al DC United en cuartos, y sería eliminado en semifinales ante Tigres por un global de 2-0
Luego para el Apertura 2016 Vucetich tendría una de sus peores temporadas al acabar con 20 puntos. Finalmente sería cesado del Querétaro el 31 de enero de 2017 luego de perder 0-1 ante Chivas y sin anotar en sus primeros 4 partidos, sin embargo en ese mismo segundo semestre de 2016 llevó al título de los Gallos Blancos de la Copa MX al derrotar al mismo Guadalajara en la final, coronado su estadía como entrenador del equipo queretano, un gran consuelo tras haber perdido la final de Liga MX a mediados de 2015 contra el Club Santos Laguna y los penosos torneos de Apertura 2015, y Clausura y Apertura 2016. Pero este título de Copa MX Apertura 2016 sería fundamental para la consolidación del equipo.
Regresó al club el 18 de febrero del 2019, luego que fue cesado Rafael Puente Jr. y logró sacar de los últimos puestos a un Querétaro que iba último lugar con siete partidos perdidos, a un partido de conseguir el peor inicio de un equipo mexicano en torneos cortos el club acudiría al técnico experimentado Vucetich para evitar eso contra Monarcas Morelia, al cual derrotó 3-0 con excelente actuación del cuadro plumífero y dando buena perspectiva del Rey Midas, mismo torneo que no le alcanzaría para calificar terminando con 19 puntos en 8 jornadas dirigidas en el clausura, empezaría el segundo torneo de 2019 con fichajes no muy relevantes pero sí efectivos, un plantel no muy vasto comparado con equipos como el Club América, el Club de Fútbol Monterrey o Tigres de la UANL pero así con todo y todo una buena actuación al terminar en cuarto lugar general, el mejor puesto del club en su existencia y teniendo el mayor récord de puntos terminando con 31 y calificando a liguilla contra Necaxa, con un marcador en la ida de 3-0 favor los de Aguascalientes y la vuelta terminando con otra amarga derrota 3-2, imposible clasificar para la semifinal.
Dejó el club a mediados del 2020 por diferencias con la nueva directiva al ser vendido el equipo, siendo su sucesor Alex Diego. Todo esto después de que el equipo queretano tuvo un cambio de directiva, jugadores y cuerpo técnico.

### Club Deportivo Guadalajara
El 13 de agosto de 2020, se oficializa su contratación con el Club Deportivo Guadalajara, como el nuevo director técnico del club rojiblanco, siendo presentado por Amaury Vergara y Ricardo Peláez. Su debut como entrenador rojiblanco fue el 15 de agosto de 2020, ante el Atlético de San Luis en la victoria de 2-1 en el Estadio Akron.
En su primera temporada en Chivas terminó en séptimo lugar general en donde tuvo que jugar un repechaje contra Necaxa en un solo partido en donde acabaría ganando por 1-0. Con ese resultado se enfrentó ante el América en cuartos de final en donde ganaría ambos juegos tanto la ida como la de vuelta con global de 1-3 y en semifinales se encontró con su ex-equipo el León, con un marcador de 1-1 en la ida y la vuelta acabaría 1-0 a favor de los locales, dejando a las Chivas sin final.
Al siguiente torneo Vuce tendría un torneo Irregular en donde acabaría noveno accediendo al repechaje enfrentándose al Pachuca en donde fue eliminado en penales. Para el Apertura 2021 permaneció en el equipo hasta la jornada 9 en donde acabaría destituido a pesar de ganar 1-0 al Pachuca.

### Segunda etapa con Monterrey
El 2 de marzo de 2022 y tras varios rumores el club regiomontano anunció su regreso a la dirección técnica, esto debido a la destitución de Javier Aguirre el 26 de febrero del mismo año a causa de malos resultados.En mayo de 2023, fue despedido de su cargo después de que el equipo quedase eliminado en las semifinales del Clausura 2023.

### Mazatlán
En mayo de 2024, fue anunciado como entrenador del Mazatlán.

## Clubes y estadísticas

### Como jugador
| Club                    | País   | Período   | PJ | Goles |
| ----------------------- | ------ | --------- | -- | ----- |
| Atlante Fútbol Club     | México | 1978-1981 | 76 | 0     |
| Club de Fútbol Oaxtepec | México | 1981-1983 | 32 | 1     |

### Como entrenador

#### Clubes
| Equipo               | Div.         | Temporada    | Liga  | Liga | Liga | Liga | Liga |       | Copa | Copa | Copa | Copa  |    | Internacional | Internacional | Internacional | Internacional | Internacional |   | Otros | Otros | Otros | Otros |     | Totales     | Totales | Totales | Totales | Totales | Totales | Totales | Totales |
| Equipo               | Div.         | Temporada    | Part. | G    | E    | P    | Pos. | Part. | G    | E    | P    | Part. | G  | E             | P             | Pos.          | Part.         | G             | E | P     | Part. | G     | E     | P   | Rendimiento | GF      | GC      | Dif.    |         |         |         |         |
| -------------------- | ------------ | ------------ | ----- | ---- | ---- | ---- | ---- | ----- | ---- | ---- | ---- | ----- | -- | ------------- | ------------- | ------------- | ------------- | ------------- | - | ----- | ----- | ----- | ----- | --- | ----------- | ------- | ------- | ------- | ------- | ------- | ------- | ------- |
| Potros Neza · México | 2.ª          | 1988-89      | 47    | 22   | 14   | 11   | 1.º  | -     | -    | -    | -    | -     | -  | -             | -             | -             | -             | -             | - | -     | 47    | 22    | 14    | 11  | 56.74%      | 66      | 45      | +21     |         |         |         |         |
| Potros Neza · México | Total        | Total        | 47    | 22   | 14   | 11   | -    | -     | -    | -    | -    | -     | -  | -             | -             | -             | -             | -             | - | -     | 47    | 22    | 14    | 11  | 56.74%      | 66      | 45      | +21     |         |         |         |         |
| León · México        | 2.ª          | 1989-90      | 46    | 21   | 13   | 12   | 1.º  | -     | -    | -    | -    | -     | -  | -             | -             | -             | -             | -             | - | -     | 46    | 21    | 13    | 12  | 55.07%      | 74      | 37      | +37     |         |         |         |         |
| León · México        | 1.ª          | 1990-91      | 38    | 16   | 9    | 13   | 6.º  | 8     | 2    | 4    | 2    | -     | -  | -             | -             | -             | -             | -             | - | -     | 46    | 18    | 13    | 15  | 48.55%      | 62      | 50      | +12     |         |         |         |         |
| León · México        | 1.ª          | 1991-92      | 44    | 19   | 16   | 9    | 1.º  | 7     | 3    | 2    | 2    | -     | -  | -             | -             | -             | -             | -             | - | -     | 51    | 22    | 18    | 11  | 54.9%       | 62      | 53      | +9      |         |         |         |         |
| León · México        | 1.ª          | 1992-93      | 42    | 19   | 14   | 9    | 1/2  | -     | -    | -    | -    | -     | -  | -             | -             | -             | -             | -             | - | -     | 42    | 19    | 14    | 9   | 56.35%      | 72      | 44      | +28     |         |         |         |         |
| Tecos UAG · México   | 1.ª          | 1993-94      | 44    | 21   | 17   | 6    | 1.º  | -     | -    | -    | -    | -     | -  | -             | -             | -             | -             | -             | - | -     | 44    | 21    | 17    | 6   | 60.61%      | 61      | 31      | +30     |         |         |         |         |
| Tecos UAG · México   | 1.ª          | 1994-95      | 40    | 15   | 14   | 11   | 1/4  | 4     | 3    | 1    | 0    | -     | -  | -             | -             | -             | -             | -             | - | -     | 44    | 18    | 15    | 11  | 52.27%      | 60      | 55      | +5      |         |         |         |         |
| Tigres UANL · México | 1.ª          | 1995-96      | 38    | 13   | 14   | 11   | 1/4  | 7     | 4    | 2    | 1    | -     | -  | -             | -             | -             | -             | -             | - | -     | 45    | 17    | 16    | 12  | 49.63%      | 57      | 51      | +6      |         |         |         |         |
| Cruz Azul · México   | 1.ª          | 1996-I       | 17    | 5    | 5    | 7    | 10.º | 9     | 6    | 2    | 1    | -     | -  | -             | -             | -             | -             | -             | - | -     | 26    | 11    | 7     | 8   | 51.28%      | 49      | 35      | +14     |         |         |         |         |
| Cruz Azul · México   | 1.ª          | 1997-V       | 11    | 4    | 2    | 5    | Inc. | -     | -    | -    | -    | -     | -  | -             | -             | -             | -             | -             | - | -     | 11    | 4     | 2     | 5   | 42.42%      | 11      | 14      | -3      |         |         |         |         |
| Cruz Azul · México   | Total        | Total        | 28    | 9    | 7    | 12   | -    | 9     | 6    | 2    | 1    | -     | -  | -             | -             | -             | -             | -             | - | -     | 37    | 15    | 9     | 13  | 48.65%      | 60      | 49      | +11     |         |         |         |         |
| Tecos UAG · México   | 1.ª          | 1997-I       | 17    | 3    | 7    | 7    | 17.º | -     | -    | -    | -    | -     | -  | -             | -             | -             | -             | -             | - | -     | 17    | 3     | 7     | 7   | 31.38%      | 19      | 27      | -8      |         |         |         |         |
| Tecos UAG · México   | 1.ª          | 1998-V       | 21    | 11   | 3    | 7    | 1/4  | -     | -    | -    | -    | -     | -  | -             | -             | -             | -             | -             | - | -     | 21    | 11    | 3     | 7   | 57.14%      | 32      | 29      | +3      |         |         |         |         |
| Tecos UAG · México   | 1.ª          | 1998-I       | 3     | 0    | 1    | 2    | Inc. | -     | -    | -    | -    | -     | -  | -             | -             | -             | -             | -             | - | -     | 3     | 0     | 1     | 2   | 11.11%      | 2       | 6       | -4      |         |         |         |         |
| Tecos UAG · México   | Total        | Total        | 125   | 50   | 42   | 33   | -    | 4     | 3    | 1    | 0    | -     | -  | -             | -             | -             | -             | -             | - | -     | 129   | 53    | 43    | 33  | 52.2%       | 174     | 148     | +26     |         |         |         |         |
| León · México        | 1.ª          | 1999-V       | 17    | 5    | 1    | 11   | 16.º | -     | -    | -    | -    | -     | -  | -             | -             | -             | -             | -             | - | -     | 17    | 5     | 1     | 11  | 31.37%      | 19      | 33      | -14     |         |         |         |         |
| León · México        | Total        | Total        | 187   | 80   | 53   | 54   | -    | 15    | 5    | 6    | 4    | -     | -  | -             | -             | -             | -             | -             | - | -     | 202   | 85    | 59    | 58  | 51.82%      | 289     | 217     | +72     |         |         |         |         |
| Tigres UANL · México | 1.ª          | 1999-I       | 12    | 4    | 5    | 3    | 9.º  | -     | -    | -    | -    | -     | -  | -             | -             | -             | -             | -             | - | -     | 12    | 4     | 5     | 3   | 47.22%      | 21      | 14      | +7      |         |         |         |         |
| Tigres UANL · México | 1.ª          | 2000-V       | 17    | 5    | 7    | 5    | 10.º | -     | -    | -    | -    | -     | -  | -             | -             | -             | -             | -             | - | -     | 17    | 5     | 7     | 5   | 43.14%      | 25      | 22      | +3      |         |         |         |         |
| Tigres UANL · México | Total        | Total        | 67    | 22   | 26   | 19   | -    | 7     | 4    | 2    | 1    | -     | -  | -             | -             | -             | -             | -             | - | -     | 74    | 26    | 28    | 20  | 47.75%      | 103     | 87      | +16     |         |         |         |         |
| La Piedad · México   | 1.ª          | 2001-I       | 9     | 3    | 2    | 4    | 18.º | -     | -    | -    | -    | -     | -  | -             | -             | -             | -             | -             | - | -     | 9     | 3     | 2     | 4   | 40.74%      | 11      | 14      | -3      |         |         |         |         |
| La Piedad · México   | 1.ª          | 2002-V       | 20    | 12   | 1    | 7    | 1/4  | -     | -    | -    | -    | -     | -  | -             | -             | -             | -             | -             | - | -     | 20    | 12    | 1     | 7   | 61.67%      | 37      | 23      | +14     |         |         |         |         |
| La Piedad · México   | Total        | Total        | 29    | 15   | 3    | 11   | -    | -     | -    | -    | -    | -     | -  | -             | -             | -             | -             | -             | - | -     | 29    | 15    | 3     | 11  | 55.17%      | 48      | 37      | +11     |         |         |         |         |
| Puebla · México      | 1.ª          | 2002-A       | 11    | 5    | 1    | 5    | 16.º | -     | -    | -    | -    | -     | -  | -             | -             | -             | -             | -             | - | -     | 11    | 5     | 1     | 5   | 48.48%      | 16      | 18      | -2      |         |         |         |         |
| Puebla · México      | 1.ª          | 2003-C       | 8     | 1    | 1    | 6    | Inc. | -     | -    | -    | -    | -     | -  | -             | -             | -             | -             | -             | - | -     | 8     | 1     | 1     | 6   | 16.67%      | 5       | 15      | -10     |         |         |         |         |
| Puebla · México      | Total        | Total        | 19    | 6    | 2    | 11   | -    | -     | -    | -    | -    | -     | -  | -             | -             | -             | -             | -             | - | -     | 19    | 6     | 2     | 11  | 35.09%      | 21      | 33      | -12     |         |         |         |         |
| Pachuca · México     | 1.ª          | 2003-A       | 25    | 13   | 7    | 5    | 1.º  | -     | -    | -    | -    | -     | -  | -             | -             | -             | -             | -             | - | -     | 25    | 13    | 7     | 5   | 61.33%      | 37      | 25      | +12     |         |         |         |         |
| Pachuca · México     | 1.ª          | 2004-C       | 19    | 6    | 8    | 5    | 1/8  | -     | -    | -    | -    | 2     | 1  | 0             | 1             | 1/4           | -             | -             | - | -     | 21    | 7     | 8     | 6   | 46.03%      | 34      | 35      | -1      |         |         |         |         |
| Pachuca · México     | Total        | Total        | 44    | 19   | 15   | 10   | -    | -     | -    | -    | -    | 2     | 1  | 0             | 1             | -             | -             | -             | - | -     | 46    | 20    | 15    | 11  | 54.35%      | 71      | 60      | +11     |         |         |         |         |
| Veracruz · México    | 1.ª          | 2005-C       | 10    | 2    | 4    | 4    | 17.º | -     | -    | -    | -    | -     | -  | -             | -             | -             | -             | -             | - | -     | 10    | 2     | 4     | 4   | 33.33%      | 11      | 17      | -6      |         |         |         |         |
| Veracruz · México    | 1.ª          | 2006-C       | 10    | 4    | 4    | 2    | 15.º | -     | -    | -    | -    | -     | -  | -             | -             | -             | -             | -             | - | -     | 10    | 4     | 4     | 2   | 53.33%      | 10      | 7       | +3      |         |         |         |         |
| Veracruz · México    | 1.ª          | 2006-A       | 6     | 2    | 1    | 3    | Inc. | -     | -    | -    | -    | -     | -  | -             | -             | -             | -             | -             | - | -     | 6     | 2     | 1     | 3   | 38.89%      | 7       | 13      | -6      |         |         |         |         |
| Veracruz · México    | Total        | Total        | 26    | 8    | 9    | 9    | -    | -     | -    | -    | -    | -     | -  | -             | -             | -             | -             | -             | - | -     | 26    | 8     | 9     | 9   | 42.31%      | 28      | 37      | -9      |         |         |         |         |
| Jaguares · México    | 1.ª          | 2007-C       | 13    | 4    | 3    | 6    | 16.º | -     | -    | -    | -    | -     | -  | -             | -             | -             | -             | -             | - | -     | 13    | 4     | 3     | 6   | 38.46%      | 12      | 20      | -8      |         |         |         |         |
| Jaguares · México    | 1.ª          | 2007-A       | 6     | 1    | 3    | 2    | Inc. | -     | -    | -    | -    | -     | -  | -             | -             | -             | -             | -             | - | -     | 6     | 1     | 3     | 2   | 33.34%      | 6       | 11      | -5      |         |         |         |         |
| Jaguares · México    | Total        | Total        | 19    | 5    | 6    | 8    | -    | -     | -    | -    | -    | -     | -  | -             | -             | -             | -             | -             | - | -     | 19    | 5     | 6     | 8   | 36.85%      | 18      | 31      | -13     |         |         |         |         |
| Monterrey · México   | 1.ª          | 2009-C       | 19    | 7    | 6    | 6    | 1/4  | -     | -    | -    | -    | -     | -  | -             | -             | -             | -             | -             | - | -     | 19    | 7     | 6     | 6   | 47.37%      | 31      | 27      | +4      |         |         |         |         |
| Monterrey · México   | 1.ª          | 2009-A       | 23    | 13   | 5    | 5    | 1.º  | -     | -    | -    | -    | -     | -  | -             | -             | -             | -             | -             | - | -     | 23    | 13    | 5     | 5   | 63.77%      | 38      | 22      | +16     |         |         |         |         |
| Monterrey · México   | 1.ª          | 2010-B       | 19    | 10   | 6    | 3    | 1/4  | 4     | 1    | 3    | 0    | 6     | 1  | 3             | 2             | FG            | -             | -             | - | -     | 29    | 12    | 12    | 5   | 55.17%      | 39      | 28      | +11     |         |         |         |         |
| Monterrey · México   | 1.ª          | 2010-A       | 23    | 11   | 8    | 4    | 1.º  | -     | -    | -    | -    | -     | -  | -             | -             | -             | -             | -             | - | -     | 23    | 11    | 8     | 4   | 59.42%      | 40      | 27      | +13     |         |         |         |         |
| Monterrey · México   | 1.ª          | 2011-C       | 19    | 8    | 5    | 6    | 1/4  | -     | -    | -    | -    | 12    | 9  | 3             | 0             | 1.º           | 2             | 1             | 1 | 0     | 33    | 18    | 9     | 6   | 63.64%      | 49      | 34      | +15     |         |         |         |         |
| Monterrey · México   | 1.ª          | 2011-A       | 17    | 7    | 3    | 7    | 11.º | -     | -    | -    | -    | -     | -  | -             | -             | -             | -             | -             | - | -     | 17    | 7     | 3     | 7   | 47.06%      | 27      | 26      | +1      |         |         |         |         |
| Monterrey · México   | 1.ª          | 2012-C       | 23    | 11   | 8    | 4    | 2.º  | -     | -    | -    | -    | 12    | 8  | 1             | 3             | 1.º           | 3             | 2             | 0 | 1     | 38    | 21    | 9     | 8   | 63.15%      | 71      | 34      | +37     |         |         |         |         |
| Monterrey · México   | 1.ª          | 2012-A       | 19    | 5    | 9    | 5    | 1/4  | -     | -    | -    | -    | -     | -  | -             | -             | -             | -             | -             | - | -     | 19    | 5     | 9     | 5   | 42.11%      | 24      | 25      | -1      |         |         |         |         |
| Monterrey · México   | 1.ª          | 2013-C       | 21    | 8    | 4    | 9    | 1/2  | -     | -    | -    | -    | 10    | 8  | 2             | 0             | 1.º           | 2             | 1             | 0 | 1     | 33    | 17    | 6     | 10  | 57.58%      | 59      | 35      | +24     |         |         |         |         |
| Monterrey · México   | 1.ª          | 2013-A       | 7     | 1    | 3    | 3    | Inc. | 3     | 2    | 1    | 0    | -     | -  | -             | -             | -             | -             | -             | - | -     | 10    | 3     | 4     | 3   | 43.33%      | 16      | 15      | +1      |         |         |         |         |
| Querétaro · México   | 1.ª          | 2015-C       | 16    | 10   | 1    | 5    | 2.º  | 3     | 1    | 2    | 0    | -     | -  | -             | -             | -             | -             | -             | - | -     | 19    | 11    | 3     | 5   | 63.15%      | 35      | 26      | +9      |         |         |         |         |
| Querétaro · México   | 1.ª          | 2015-A       | 17    | 6    | 4    | 7    | 11.º | -     | -    | -    | -    | -     | -  | -             | -             | -             | -             | -             | - | -     | 17    | 6     | 4     | 7   | 43.13%      | 25      | 25      | +0      |         |         |         |         |
| Querétaro · México   | 1.ª          | 2016-C       | 17    | 5    | 4    | 8    | 13.º | -     | -    | -    | -    | 8     | 3  | 3             | 2             | 1/2           | -             | -             | - | -     | 25    | 8     | 7     | 10  | 41.33%      | 35      | 31      | +4      |         |         |         |         |
| Querétaro · México   | 1.ª          | 2016-A       | 17    | 5    | 5    | 7    | 11.º | 8     | 4    | 3    | 1    | -     | -  | -             | -             | -             | -             | -             | - | -     | 25    | 9     | 8     | 8   | 46.67%      | 32      | 30      | +2      |         |         |         |         |
| Querétaro · México   | 1.ª          | 2017-C       | 4     | 0    | 2    | 2    | Inc. | 1     | 1    | 0    | 0    | -     | -  | -             | -             | -             | -             | -             | - | -     | 5     | 1     | 2     | 2   | 26.67%      | 3       | 4       | -1      |         |         |         |         |
| Querétaro · México   | 1.ª          | 2019-C       | 10    | 3    | 2    | 5    | 17.º | 1     | 0    | 1    | 0    | -     | -  | -             | -             | -             | -             | -             | - | -     | 11    | 3     | 3     | 5   | 36.36%      | 9       | 13      | -4      |         |         |         |         |
| Querétaro · México   | 1.ª          | 2019-A       | 20    | 9    | 4    | 7    | 1/4  | -     | -    | -    | -    | -     | -  | -             | -             | -             | -             | -             | - | -     | 20    | 9     | 4     | 7   | 51.67%      | 33      | 25      | +8      |         |         |         |         |
| Querétaro · México   | 1.ª          | 2020-C       | 10    | 4    | 2    | 4    | Null | 6     | 3    | 0    | 3    | -     | -  | -             | -             | -             | -             | -             | - | -     | 16    | 7     | 2     | 7   | 47.92%      | 22      | 27      | -5      |         |         |         |         |
| Querétaro · México   | Total        | Total        | 111   | 42   | 24   | 45   | -    | 19    | 9    | 6    | 4    | 8     | 3  | 3             | 2             | -             | -             | -             | - | -     | 138   | 54    | 33    | 51  | 47.1%       | 194     | 181     | +13     |         |         |         |         |
| Guadalajara · México | 1.ª          | 2020-A       | 18    | 9    | 5    | 4    | 1/2  | -     | -    | -    | -    | -     | -  | -             | -             | -             | -             | -             | - | -     | 18    | 9     | 5     | 4   | 59.26%      | 23      | 17      | +6      |         |         |         |         |
| Guadalajara · México | 1.ª          | 2021-C       | 18    | 5    | 8    | 5    | 1/8  | -     | -    | -    | -    | -     | -  | -             | -             | -             | -             | -             | - | -     | 18    | 5     | 8     | 5   | 42.59%      | 23      | 25      | -2      |         |         |         |         |
| Guadalajara · México | 1.ª          | 2021-A       | 9     | 3    | 4    | 2    | Inc. | -     | -    | -    | -    | -     | -  | -             | -             | -             | -             | -             | - | -     | 9     | 3     | 4     | 2   | 48.14%      | 8       | 8       | +0      |         |         |         |         |
| Guadalajara · México | Total        | Total        | 45    | 17   | 17   | 11   | -    | -     | -    | -    | -    | -     | -  | -             | -             | -             | -             | -             | - | -     | 45    | 17    | 17    | 11  | 50.37%      | 54      | 50      | +4      |         |         |         |         |
| Monterrey · México   | 1.ª          | 2022-C       | 12    | 6    | 3    | 3    | 1/8  | -     | -    | -    | -    | -     | -  | -             | -             | -             | -             | -             | - | -     | 12    | 6     | 3     | 3   | 58.33%      | 17      | 14      | +3      |         |         |         |         |
| Monterrey · México   | 1.ª          | 2022-A       | 21    | 11   | 6    | 4    | 1/2  | -     | -    | -    | -    | -     | -  | -             | -             | -             | -             | -             | - | -     | 21    | 11    | 6     | 4   | 61.9%       | 34      | 19      | +15     |         |         |         |         |
| Monterrey · México   | 1.ª          | 2023-C       | 21    | 14   | 3    | 4    | 1/2  | -     | -    | -    | -    | -     | -  | -             | -             | -             | -             | -             | - | -     | 21    | 14    | 3     | 4   | 71.43%      | 38      | 16      | +22     |         |         |         |         |
| Monterrey · México   | Total        | Total        | 244   | 112  | 69   | 63   | -    | 7     | 3    | 4    | 0    | 40    | 26 | 9             | 5             | -             | 7             | 4             | 1 | 2     | 298   | 145   | 83    | 70  | 57.94%      | 483     | 322     | +161    |         |         |         |         |
| Mazatlán · México    | 1.ª          | 2024-A       | 17    | 2    | 8    | 7    | 14.º | -     | -    | -    | -    | 5     | 2  | 2             | 1             | 1/4           | -             | -             | - | -     | 22    | 4     | 10    | 8   | 33.33%      | 17      | 24      | -7      |         |         |         |         |
| Mazatlán · México    | 1.ª          | 2025-C       | 17    | 4    | 5    | 8    | 16.º | -     | -    | -    | -    | -     | -  | -             | -             | -             | -             | -             | - | -     | 17    | 4     | 5     | 8   | 33.33%      | 16      | 26      | -10     |         |         |         |         |
| Mazatlán · México    | Total        | Total        | 34    | 6    | 13   | 15   | -    | -     | -    | -    | -    | 5     | 2  | 2             | 1             | -             | -             | -             | - | -     | 39    | 8     | 15    | 16  | 33.33%      | 33      | 50      | -17     |         |         |         |         |
| Total clubes         | Total clubes | Total clubes | 1025  | 413  | 300  | 312  | -    | 61    | 30   | 21   | 10   | 55    | 32 | 14            | 9             | -             | 7             | 4             | 1 | 2     | 1148  | 479   | 336   | 333 | 51.48%      | 1642    | 1347    | +295    |         |         |         |         |
| 1. 2. 3. 4.          |              |              |       |      |      |      |      |       |      |      |      |       |    |               |               |               |               |               |   |       |       |       |       |     |             |         |         |         |         |         |         |         |

#### Selección
| México          | 2013            | - | - | - | - | - | 2 | 1 | 0 | 1 | - | - | - | - | - | - | - | - | - | 2 | 1 | 0 | 1 | 50% | 3 | 3 | +0 |
| Total selección | Total selección | - | - | - | - | - | 2 | 1 | 0 | 1 | - | - | - | - | - | - | - | - | - | 2 | 1 | 0 | 1 | 50% | 3 | 3 | +0 |

#### Resumen por competiciones
| Competición                      | Partidos | Ganados | Empatados | Perdidos | %      |
| Clubes                           | Clubes   | Clubes  | Clubes    | Clubes   | Clubes |
| -------------------------------- | -------- | ------- | --------- | -------- | ------ |
| Liga Premier                     | 93       | 43      | 27        | 23       | 55.92% |
| Liga MX                          | 932      | 370     | 273       | 289      | 49.46% |
| Copa MX                          | 57       | 29      | 18        | 10       | 61.41% |
| InterLiga                        | 4        | 1       | 3         | 0        | 50%    |
| Copa Libertadores                | 6        | 1       | 3         | 2        | 33.34% |
| Liga de Campeones de la Concacaf | 44       | 29      | 9         | 6        | 72.73% |
| Leagues Cup                      | 5        | 2       | 2         | 1        | 53.33% |
| Mundial de Clubes de la FIFA     | 7        | 4       | 1         | 2        | 61.9%  |
| Total clubes                     | 1148     | 479     | 336       | 333      | 51.48% |
| Selección                        |          |         |           |          |        |
| Clasificatorias Concacaf         | 2        | 1       | 0         | 1        | 50%    |
| Total selección                  | 2        | 1       | 0         | 1        | 50%    |
| Total en su carrera              | 1150     | 480     | 336       | 334      | 51.48% |

## Palmarés

### Como entrenador

#### Campeonatos nacionales
| Título           | Club        | País   | Año     |
| ---------------- | ----------- | ------ | ------- |
| Segunda División | Potros Neza | México | 1988-89 |
| Segunda División | León        | México | 1989-90 |
| Primera División | León        | México | 1991-92 |
| Primera División | Tecos UAG   | México | 1993-94 |
| Copa México      | Tigres UANL | México | 1995-96 |
| Copa México      | Cruz Azul   | México | 1996-97 |
| Primera División | Pachuca     | México | 2003    |
| Primera División | Monterrey   | México | 2009    |
| InterLiga        | Monterrey   | México | 2010    |
| Primera División | Monterrey   | México | 2010    |
| Copa México      | Querétaro   | México | 2016    |

#### Campeonatos internacionales
| Título                  | Club      | Sede           | Año     |
| ----------------------- | --------- | -------------- | ------- |
| Recopa de la CONCACAF   | Tecos UAG | Estados Unidos | 1995    |
| Liga Campeones CONCACAF | Monterrey | Estados Unidos | 2010-11 |
| Liga Campeones CONCACAF | Monterrey | México         | 2011-12 |
| Liga Campeones CONCACAF | Monterrey | México         | 2012-13 |

#### Distinciones individuales
| Distinción                                              | Año     |
| ------------------------------------------------------- | ------- |
| Mejor Director Técnico de la Primera División de México | 1991    |
| Mejor Director Técnico de la Primera División de México | 1993-94 |
| Mejor Director Técnico de la Primera División de México | 2009    |
| Mejor Director Técnico de la Primera División de México | 2010    |
| Mejor Director Técnico de la Concacaf Liga Campeones    | 2011    |
| Mejor Director Técnico de la Concacaf Liga Campeones    | 2012    |
| Mejor Director Técnico de la Concacaf Liga Campeones    | 2013    |